# Campionat de Catalunya de futbol 1910-1911
La temporada 1910-11 del Campionat de Catalunya de futbol fou la dotzena edició de la competició. Fou disputada la temporada 1910-11 pels principals clubs de futbol de Catalunya.

## Primera Categoria

### Classificació final
| Pos | Equip            | PJ | PG | PE | PP | GF | GC | DG  | Pts | Classificació |     | Futbol Club Barcelona | Català Futbol Club | Universitary Sport Club | Futbol Club Espanya | Club Deportiu Espanyol |
| --- | ---------------- | -- | -- | -- | -- | -- | -- | --- | --- | ------------- | --- | --------------------- | ------------------ | ----------------------- | ------------------- | ---------------------- |
| 1   | FC Barcelona (C) | 8  | 8  | 0  | 0  | 30 | 10 | +20 | 16  | Campió        |     | —                     | 2–1                | 4–3                     | 6–0                 | 3–1                    |
| 2   | Català SC        | 8  | 4  | 1  | 3  | 17 | 20 | −3  | 9   |               |     | 1–3                   | —                  | 3–3                     | 5–1                 | 2–1                    |
| 3   | Universitary SC  | 8  | 2  | 2  | 4  | 11 | 20 | −9  | 6   |               | 0–4 | 1–2                   | —                  | 0–0                     | 1–5                 |                        |
| 4   | FC Espanya       | 8  | 2  | 1  | 5  | 7  | 21 | −14 | 5   |               | 2–4 | 1–3                   | 2–3                | —                       | c/p                 |                        |
| 5   | Club Espanyol    | 8  | 2  | 0  | 6  | 17 | 11 | +6  | 4   |               | 2–4 | 8–0                   | c/p                | 0–1                     | —                   |                        |

Tots els clubs eren de Barcelona:
| Club            | Camp                                                    |
| --------------- | ------------------------------------------------------- |
| FC Barcelona    | Indústria amb Coello, Villarroel i Urgell, Barcelona    |
| FC Català       | Indústria amb Còrsega, Muntaner i Aribau, Barcelona     |
| FC Espanya      | València amb Entença, Barcelona                         |
| CD Espanyol     | Còrsega amb Indústria, Casanova i Muntaner, Barcelona   |
| SC Universitary | Còrsega amb Indústria, Casanova i Villarroel, Barcelona |

### Resultats finals
- Campió de Catalunya: FC Barcelona
- Classificats pel Campionat d'Espanya: FC Barcelona i CD Espanyol (guanyador d'un torneig classificatori)[5]
- Descensos: No hi havia descensos reglamentats
- Ascensos: No hi havia ascensos reglamentats

## Segona Categoria
Es va organitzar un campionat de segona categoria, anomenat campionat de júniors, amb la participació dels següents equips:
| Club                    | Camp                                                    |
| ----------------------- | ------------------------------------------------------- |
| FC Andreuenc            | Escòcia amb carretera de Barcelona, Barcelona           |
| FC Barcelonès           | sense camp propi, Barcelona                             |
| FC Catalònia            | sense camp propi, Barcelona                             |
| FC Continental          | Muntaner amb Aribau i Còrsega, Barcelona                |
| FC Europa               | Mallorca amb Provença, Sicília i Sardenya, Barcelona    |
| FC Franco-Espanyol      | Travessera de Sants amb Portbou, Barcelona              |
| SC Hispània             | Fresser amb Guinardó i Travessera, Barcelona            |
| FC Iluro                | sense camp propi, Barcelona, uniforme verd              |
| FC Internacional        | Provença amb Rosselló i Urgell, Barcelona               |
| FC Numància             | Sant Sebastià (Sant Gervasi), Barcelona                 |
| FC Oriental             | sense camp propi, Barcelona                             |
| FC Provençal            | Travessera amb Morales i carretera de Sarrià, Barcelona |
| Salut SC                | Parc de la Salut (Gràcia), Barcelona                    |
| FC Suís                 | American Parc a Quatre Camins (Sant Gervasi), Barcelona |
| Athletic FC de Sabadell | Sabadell                                                |
| CS Sabadell             | Sabadell                                                |
| Manresa FC              | Manresa                                                 |
| FC Badalona             | Badalona                                                |

El FC Numància es proclamà campió, el FC Internacional fou segon i el Salut SC fou tercer.